# Sojoez 30
Sojoez 30 (ook: 10968) was een Russische bemande ruimtevlucht uit 1978. Doel van deze missie was een koppeling uitvoeren met Saljoet 6. Dit was de tweede bemande Interkosmosvlucht.

## Interkosmos
Interkosmos was een samenwerkingsprogramma van de Sovjet-Unie met bevriende mogendheden. Dit gebeurde zowel bemand als onbemand. In 1976 gaven de Russen deze landen de kans een eigen kosmonaut te selecteren om een kortdurende vlucht van ongeveer een week te maken met een Sojoez. Deze vloog naar een ruimtestation. De volgorde om te bepalen wie wanneer aan de beurt was, was simpel. Men keek eenvoudig naar de positie van de eerste letter van het land in kwestie in het Russisch alfabet. De eerste Interkosmos kosmonaut, aan boord van Sojoez 28, kwam uit Tsjecho-Slowakije. Ditmaal viel de eer te beurt aan Polen.  

## Bemanning
De tweekoppige bemanning voor deze vlucht bestond uit twee kosmonauten. De Russische kolonel Pjotr Klimoek fungeerde als commandant. Majoor en onderzoeker Mirosław Hermaszewski vertegenwoordigde Polen en maakte zijn eerste vlucht. Klimoek vloog reeds met Sojoez 13 en 18. Sojoez 30 had een gewicht van 6570 kg.

## Vluchtverloop

### Lancering en koppeling
Sojoez 30 werd gelanceerd op 27 juni 1978 met een Sojoez draagraket vanaf Tjoeratam, Bajkonoer. Hij bereikte een baan met een apogeum van 261 km, een perigeum van 197 km en een omlooptijd van 88,8 minuten. De inclinatie bedroeg 51,64° bij een excentriciteit van 0,00484. Een dag later koppelde het tweetal aan bij het achterluik van Saljoet 6. De stationsbemanning, bestaande uit Vladimir Kovaljonok en Aleksandr Ivantsjenkov, heette hen welkom.

### Propaganda
Interkosmosvluchten benutte men vooral voor propaganda. Hermaszewski bracht een capsule mee met aarde van het Wit-Russische dorpje Lenino en Warschau. Hij sprak: "...aarde, gezegend door het bloed van Russische en Poolse soldaten...". Verder onthulde hij een medaille, opgedragen aan de eerste gezamenlijke Pools/Russische ruimtevlucht.

### Wetenschappelijke experimenten
Vanzelfsprekend voerde Sojoez 30 de nodige experimenten mee. De stationsbemanning, die pas korte tijd aan boord was, had echter haar eigen bezigheden en die gingen voor. Saljoet 6 was maandenlang buiten gebruik geweest; Kovaljonok en Ivantsjenkov hadden hun handen daarom meer dan vol en waren toe aan een rustdag. De vluchtleiding droeg hun gasten op, tijdens de op die dag geplande experimenten (die slechts gedeeltelijk doorgang vonden), in hun eigen Sojoez te blijven. 
De bezoekers maakten foto's van de Aarde als hulpmiddel voor het opsporen van delfstoffen. De gewichtloosheid bleek een groot voordeel bij het verplaatsen van de zware MKF-6M camera. Hermaszewski nam opnamen van Polen, maar slechte weersomstandigheden boven zijn vaderland werkten hem behoorlijk tegen. Het maken van opnamen van het poollicht daarentegen leverde geen noemenswaardige problemen op. Voor de vlucht deden (alle Interkosmos) kosmonauten ervaring met de camera op aan boord van een Tupolev Tu-134. Deze vloog op 10 km hoogte om de omstandigheden in het ruimtestation zo goed mogelijk te benaderen.
Verder verrichtten ze proeven gerelateerd aan materiaalkunde. Een van de kristallisatieproeven leverde 47 gram cadmium/telluur/kwik halfgeleiders op. Deze hadden praktische waarde, want deze kon men benutten voor de infrarood-detectoren die in het station waren aangebracht. Van de geproduceerde hoeveelheid bleek 50% bruikbaar, een aanzienlijk verschil met de 15% die men tijdens proeven op de grond haalde. De gasten deden biomedisch onderzoek met in Polen gefabriceerde apparatuur en de Pool deed tijdens een experiment metingen aan hart en longen. Dit gebeurde tijdens inspanning en in een drukpak. De vier kosmonauten namen allen deel aan "Smak". Tijdens deze proef probeerden onderzoekers er achter te komen, waarom sommige spijzen in gewichtloosheid anders smaken dan normaal.  
Na een week was het tijd om naar huis te gaan. Klimoek en Hermaszewski laadden Sojoez 30 met platen met biologische experimenten, capsules met monsters uit de "Splav" oven, het nodige papierwerk en belichte films.

## Terugkeer
Klimoek en Hermaszewski keerden naar de Aarde terug op 5 juli 1978. Ze maakten een behouden landing en kwamen 300 km westelijk van Tselinograd neer. Het duo had 125 maal om de Aarde gecirkeld en bracht 7 dagen, 22 uur en 2 minuten in de ruimte door. Beiden maakten met Sojoez 30 hun laatste ruimtevlucht.
1 ·
2 ·
3 ·
4 ·
5 ·
6 ·
7 ·
8 ·
9 ·
10 ·
11 ·
12 ·
13 ·
14 ·
15 ·
16 ·
17 ·
18A ·
18 ·
19 ·
20 ·
21 ·
22 ·
23 ·
24 ·
25 ·
26 ·
27 ·
28 ·
29 ·
30 ·
31 ·
32 ·
33 ·
34 · 
35 ·
36 ·
37 ·
38 ·
39 ·
40

T-1 ·  
T-2 ·
T-3 ·
T-4 ·
T-5 · 
T-6 ·
T-7 · 
T-8 ·
T-9 · 
T-10-1 ·
T-10 · 
T-11 ·
T-12 · 
T-13 ·
T-14 · 
T-15